# Лик (обсерватория)
Вижте пояснителната страница за други значения на Лик.
Лик (на английски: Lick) е астрономическа обсерватория притежавана от Калифорнийската университетска система. Намира се на изток от град Сан Хосе на 1283 м н.в.. Наречена е на Джеймс Лик, американски дърводелец, производител на пиана, земевладелец и филантроп. Обсерваторията е построена между 1876 и 1887 г.